# Símbols de Gandia
L'escut i la bandera de Gandia són els símbols representatius tradicionals del municipi valencià de Gandia (la Safor).

## Escut heràldic
L'escut oficial de Gandia té el següent blasonament:
| « | Escut quadrilong de punta redona. En camp d'atzur i sobre ones d'argent i d'atzur, un llenç de muralla d'argent, amb dues torres als extrems, maçonat i aclarit de sable. Al cap, una estrela o cometa de sis puntes d'argent. Per timbre, una corona reial oberta. | » |

## Bandera de Gandia
La bandera oficial de Gandia té la següent descripció:
| « | Bandera de proporcions 2:3. Púrpura, en el centre l'escut municipal sense corona. | » |

## Història
L'escut es va aprovar per Resolució del 12 de juny de 1997, del conseller de Presidència, publicada en el DOGV núm. 3.054, de l'11 d'agost de 1997.
Es tracta de l'escut emprat tradicionalment per l'Ajuntament, si més no des del segle xvi, primerament combinat amb les armes dels ducs de Gandia, i després usat com a armes pròpies de la ciutat. S'hi representa precisament l'antiga vila emmurallada vora el riu Serpis, juntament amb l'estel, un element distintiu molt utilitzat a les armories municipals.
La bandera es va aprovar per Resolució d'1 de juny de 2010, del conseller de Solidaritat i Ciutadania, publicada en el DOCV núm. 6.287, de l'11 de juny de 2010
L'escut de la bandera no porta cap corona, ja que Gandia estava reconeguda com a vila abans de ser ducat. El púrpura es tracta de la tonalitat 241 del Pantone.